# Sin Sister

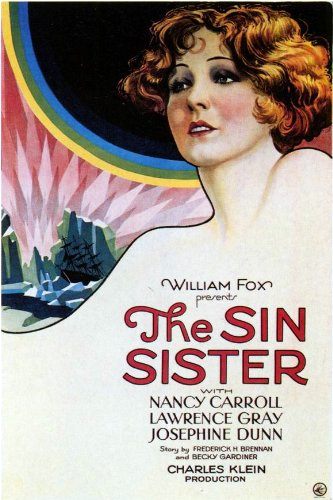
Affiche du film.

Sin Sister (The Sin Sister) est un film américain réalisé par Charles Klein et sorti en 1929. Sans dialogues, le film a été projeté avec une bande sonore musicale et de bruitages synchronisée.

## Fiche technique
- Titre original : The Sin Sister
- Réalisation : Charles Klein
- Scénario : Harry Behn, Andrew Bennison
- Producteur : William Fox[1]
- Photographie : Charles G. Clarke, George Eastman
- Distributeur : Fox Film Corporation
- Durée : 67 minutes
- Date de sortie : 10 février 1929

## Distribution
- Nancy Carroll : Pearl
- Lawrence Gray : Peter Van Dykeman
- Josephine Dunn : Ethelyn Horn
- Myrtle Stedman : Sister Burton
- Anders Randolf : Joseph Horn
- Richard Alexander : Bob Newton
- Frederick Graham : Capitaine du bateau
- George Davis : Mate
- David Callis : Al